# Tanycoryphus moderator
Tanycoryphus moderator är en stekelart som först beskrevs av Walker 1862.  Tanycoryphus moderator ingår i släktet Tanycoryphus och familjen bredlårsteklar. Inga underarter finns listade i Catalogue of Life.